# Túnel Queen Creek
El Túnel Queen Creek (en inglés: Queen Creek Tunnel) es un túnel de más o menos un cuarto de milla de largo (400 m) del túnel en la ruta 60 de los Estados Unidos, al este de la localidad de Superior, en Arizona.
Terminado en 1952, el túnel Queen Creek reemplazó al túnel Claypool, vinculando Phoenix con Safford por medio de Superior y Globe / Miami todos en Arizona. Una impresionante cascada se puede ver cerca cuando ha estado lloviendo.